# 阿萊基體育場
阿雷奇體育場（義大利語：Arechi Stadium）是坐落於意大利南部坎帕尼亚大区薩萊諾的一座足球场，現時屬於意大利足球會沙蘭力坦拿的主場。體育場可容納 37,800 人。 它建於1984年至1990年間，以取代過時的Stadio Donato Vestuti，由薩勒諾建築師文森佐·德拉莫尼卡（Vincenzo Della Monica）和喬瓦尼·斯佩扎費羅（Giovanni Spezzaferro）設計。
體育場位於聖萊昂納多東郊的薩爾瓦多阿連德大街（Salvador Allende），是坎帕尼亚大区容納量第二大的體育場，僅次於拿玻里的迪亞高·阿曼度·馬勒當拿球場，它的名字來自倫巴第公爵阿雷奇二世（Arechis II of Benevento），因此被暱稱為“王子體育場”.